# Hospital de Nuestra Señora de la Paz (Sevilla)
El hospital de Nuestra Señora de la Paz de Sevilla (Andalucía, España), también conocido como asilo de San Juan de Dios, es un antiguo hospital cuya construcción se inició en el siglo XVI, está catalogado como Bien de Interés Cultural. Se encuentra situado en el centro de la ciudad, con fachadas a la plaza del Salvador y a la calle Sagasta.

## Historia
Este establecimiento hospitalario se asienta sobre un solar que en otros tiempos fue ocupado a su vez por sucesivos hospitales desde el siglo XIV.
Así, se tiene noticias del hospital de San Cosme y San Damián, que posteriormente sería denominado como hospital del Salvador y de la Misericordia. En los primeros años del siglo XVI se convierte en hospital de bubas, y en 1574 se concede su donación a favor de la Orden Hospitalaria de San Juan de Dios, quienes lo han mantenido y conservado hasta nuestros días, a excepción de los paréntesis habidos durante las exclaustraciones.
En el año 1835 se declara su exclaustración, dejándose abandonado el inmueble, que acaba destinándose a fines de uso político. Más tarde vuelven los religiosos, en 1880, hasta el año 1978, fecha en la que se clausura debido al estado de ruina que afectaba principalmente a los techos más próximos a la fachada en la zona hospitalaria. Fue restaurado entre los años 1982 y 1989, siendo dirigidas las obras por el arquitecto Rafael Manzano Martos.

## Hospital
Se trata de un edificio de medianas dimensiones que se organiza alrededor de un patio de planta cuadrada delimitado por galerías de arcos de medio punto que descansan sobre columnas en la planta inferior, presentando balcones con decoración de yesería en planta alta. En esta misma zona del edificio puede verse también una sala con columnas pareadas de mármol y una escalera decorada con de mármoles de varios colores.
De todo el conjunto destaca el cuerpo de la iglesia, que presenta una remozada fachada a la plaza del Salvador de decoración barroca de tres cuerpos de altura, de principios del siglo XVII, atribuida a Vermondo Resta y que fue renovada a finales del XVIII. El primero de los cuerpos presenta cuatro columnas que soportan el friso y en centro se abre la portada. En el segundo de los cuerpos destacan tres hornacinas que contienen esculturas de San Agustín, la Virgen María y San Juan de Dios, enmarcadas entre columnas y pilastras decoradas. El tercero de los cuerpos presenta una ventana adintelada centrada sobre los huecos de los cuerpos inferiores y enmarcada por una abigarrada decoración de rocaille de estilo barroco y la fachada se corona por un remate en forma de frontón roto que incluye un sencillo óculo, a los lados se levantan dos torres-campanarios, una a cada lado, que aparecen coronadas por movidas cornisas y agudos chapiteles de base piramidal.
El antiguo hospital de Nuestra Señora de la Paz de Sevilla está catalogado como Bien de Interés Cultural en su modalidad de Monumento, y así aparece inscrito en BOE con fecha 18 de enero de 1982.